# Teoria Ghirardi-Rimini-Weber
Il gatto non è contemporaneamente vivo e morto per più di una frazione di secondo.»
(John Stewart Bell, Esistono i salti quantici? in Dicibile e indicibile in meccanica quantistica)
La teoria di Ghirardi-Rimini-Weber, spesso abbreviata in GRW, è una teoria oggettiva del collasso nell'ambito delle interpretazioni della meccanica quantistica.
La teoria GRW si propone di risolvere il problema della misura in meccanica quantistica e di rimediare alla mancanza, nell'interpretazione di Copenaghen, di una teoria in grado di descrivere come avvenga il collasso della funzione d'onda, introducendo la possibilità che la funzione d'onda collassi spontaneamente, senza alcun intervento di misura esterno.
In questo modo si risolverebbe il problema legato alla misura in meccanica quantistica, e in particolare la questione della macro-oggettivazione, cioè il problema di identificare il preciso luogo e momento in cui un sistema quantistico caratterizzato da una sovrapposizione di stati fornisce risultati univoci (senza "interferenze") a livello macroscopico quando lo si osserva tramite un appropriato strumento di misura.
Fu proposta nel 1985 dai fisici italiani Giancarlo Ghirardi, Alberto Rimini e Tullio Weber.

## La teoria GRW
(David Bohm, The undivided universe: An ontological interpretation of quantum theory)
La teoria GRW postula che una particella, identificata con la sua funzione d'onda, vada incontro a una localizzazione spontanea e casuale, cioè a un processo al termine del quale la funzione d'onda non è più in una sovrapposizione di stati, bensì in uno specifico autostato dell'operatore posizione. Tale localizzazione è spontanea, e quindi non dipende in nessun modo da una misura di posizione effettuata sulla particella (a differenza di quanto accade per l'interpretazione di Copenaghen, per la quale il collasso della funzione d'onda avviene in seguito a una misura effettuata sul sistema, ed è necessario a rendere conto del fatto che effettuando successive misure ravvicinate della stessa osservabile si otterrà sempre lo stesso valore).
Più in generale, data una funzione d'onda spaziale di {\displaystyle N} particelle {\displaystyle \Psi (t,\mathbf {r} _{1},\mathbf {r} _{2},\dots ,\mathbf {r} _{N})}, la teoria GRW afferma che, oltre ad evolversi nel tempo secondo l'equazione di Schrödinger, quest'ultima possa occasionalmente fare un "salto" con probabilità nell'unità di tempo uguale a {\displaystyle N/\tau }, cioè decadere in una nuova funzione d'onda {\displaystyle \Psi '}. La lettera {\displaystyle \tau } indica una nuova costante naturale con le dimensioni di un tempo: per rendere conto del fatto che non è mai stata osservata una localizzazione spontanea in sistemi microscopici, Ghirardi, Rimini e Weber propongono che {\displaystyle \tau } debba assumere un valore estremamente grande (dell'ordine di {\displaystyle 10^{15}} secondi).
All'aumentare di {\displaystyle N} (cioè per sistemi macroscopici), la probabilità nell'unità di tempo diventa rilevante: la funzione d'onda tende quindi a localizzarsi in un tempo estremamente breve, ogni sovrapposizione di stati in un sistema macroscopico perdura per un tempo brevissimo rendendosi molto difficile (se non impossibile) da osservare.
La nuova funzione d'onda "ridotta" o "collassata" rispetto all'argomento {\displaystyle \mathbf {r} _{n}}, {\displaystyle \Psi '_{n}} nella teoria GRW assume la forma:
{\displaystyle \Psi '_{n}(t,\mathbf {r} _{1},\dots ,\mathbf {r} _{N})={\frac {j(\mathbf {x} -\mathbf {r} _{n})\Psi (t,\mathbf {r} _{1},\dots ,\mathbf {r} _{N})}{R_{n}(\mathbf {x} )}}}
dove {\displaystyle \mathbf {r} _{n}} è scelto casualmente in {\displaystyle \{\mathbf {r} _{1},\dots ,\mathbf {r} _{N}\}}, {\displaystyle j(\mathbf {x} )} è una funzione {\displaystyle \in } {\displaystyle L^{2}} normalizzata a 1, e {\displaystyle R_{n}} è un fattore di rinormalizzazione che verifica la condizione:
{\displaystyle |R_{n}(\mathbf {x} )|^{2}=\int \mathrm {d} \mathbf {r} _{1}\dots \mathrm {d} \mathbf {r} _{N}|j\Psi |^{2}}.
Il centro {\displaystyle \mathbf {x} } del collasso è scelto in modo casuale con funzione densità di probabilità data da {\displaystyle |R_{n}(\mathbf {x} )|^{2}}.

Gli autori suggeriscono per {\displaystyle j(\mathbf {x} )} una forma gaussiana:
{\displaystyle j(\mathbf {x} )=K\exp \left(-{\frac {\mathbf {x} ^{2}}{2a^{2}}}\right)}
dove {\displaystyle a} è una nuova costante naturale dell'ordine di {\displaystyle 10^{-7}} metri.
Da questi presupposti, si può provare che le predizioni della teoria GRW sono in accordo con le predizioni effettuate dalla meccanica quantistica intesa nell'interpretazione di Copenaghen, con la differenza che la teoria GRW descrive matematicamente anche il collasso della funzione d'onda, che nell'interpretazione di Copenaghen era lasciato a considerazioni empiriche.

### Critiche alla teoria GRW
Tra le obiezioni che vengono fatte alla localizzazione spontanea della funzione d'onda prescritta da Ghirardi, Rimini e Weber c'è quella di non essere ancora adatta a descrivere il comportamento simmetrico o antisimmetrico per scambio di particelle, tipico di un sistema di particelle indistinguibili in meccanica quantistica. Va però menzionato che la teoria stessa è stata generalizzata da Ghirardi, Pearle e Rimini, in modo da avere le stesse implicazioni della sua versione originale ma di trattare nel modo corretto i sistemi di particelle identiche. Inoltre ne sono state elaborate anche versioni relativistiche da parte di Tumulka e, indipendentemente, da Ghirardi stesso sulle quali si sta svolgendo un vivace dibattito a livello internazionale.

### Libri
- Gian Carlo Ghirardi (2009), Un'occhiata alle carte di Dio. Gli interrogativi che la scienza moderna pone all'uomo., Il Saggiatore Tascabili, ISBN 978-88-565-0104-9
- John Stewart Bell (2010), Dicibile e indicibile in meccanica quantistica, Adelphi, ISBN 978-88-459-2463-7

### Pubblicazioni
- Ghirardi, G.C., Rimini, A., and Weber, T., A Model for a Unified Quantum Description of Macroscopic and Microscopic Systems, in Quantum Probability and Applications, L. Accardi et al. (eds), Springer, Berlin, 1985.
- Ghirardi, G.C., Rimini, A., and Weber, T., Unified dynamics for microscopic and macroscopic systems, in Physical Review D, vol. 34, 1986,  p. 470, DOI:10.1103/PhysRevD.34.470.
- Ghirardi, G.C., Pearle, P., and Rimini, A., Markov Processes in Hilbert Space and Continuous Spontaneous Localizations of Systems of Identical Particles, in Physical Review A, vol. 42, 1990,  p. 78.